# Erna Schneider Hoover
Pour les articles homonymes, voir Hoover.
Erna Schneider Hoover, née le 19 juin 1926, est une mathématicienne américaine remarquée grâce à son invention : une méthode de commutation téléphonique informatisée qui a révolutionné la communication moderne,. Cela a permis d'éviter les surcharges du système en surveillant le trafic du centre d'appels en hiérarchisant les tâches sur les commutateurs téléphoniques afin d'offrir un service plus robuste pendant les heures de pointe téléphoniques. Elle travaille aux Laboratoires Bell pendant 32 ans et est décrite comme une pionnière importante dans le champ des technologies informatiques.

## Biographie

### Enfance
Erna Schneider est née le 19 juin 1926 à Irvington dans le New Jersey. Sa famille demeure à South Orange, New Jersey. Son père est dentiste et sa mère est professeure. Son jeune frère décède à l'âge de 5 ans de la polio. Elle pratique la natation, la navigation, le canoë et développe un goût prononcé pour les sciences dès un très jeune âge. Elle découvre et lit la biographie de Marie Curie qui lui suggère qu'elle pourrait réussir dans le domaine scientifique malgré les idées dominantes sur les rôles genrés à l'époque. Elle obtient son diplôme en école secondaire de Columbia près de Maplewood en 1944 qui l'intronise plus tard dans son hall de la renommée en 2007.  
Hoover fréquente le Wellesley College où elle étudie l'histoire et la philosophie classique et médiévale,,,. Elle obtient son diplôme de licence avec les félicitations du jury en 1948. Elle intègre Phi Beta Kappa et est honorée par la récompense Durant Scholar. Elle soutient sa thèse de doctorat en philosophie et fondement des mathématiques à l'Université Yale en 1951.  

### Carrière
Hoover est professeure à l'Université Swarthmore de 1951 à 1954 où elle enseigne la philosophie et la logique. Cependant, elle n'est pas en mesure d'obtenir un poste menant à sa titularisation en raison de son sexe et de sa situation matrimoniale. En 1953, elle épouse Charles Wilson Hoover Jr. qui très favorable au développement de sa carrière. En 1954, elle rejoint les Laboratoires Bell en tant qu'associée technique principale et est promue en 1956. 
Le programme de formation interne est l'« équivalent d'une maîtrise en informatique ». Les systèmes de commutation passent de l'électronique aux technologies informatiques. Des difficultés apparaissent lorsqu'un centre d'appels est inondé d'un millier d'appels en peu de temps, submergeant ainsi les relais électroniques et provoquant le blocage du système entier.
Hoover utilise ses connaissances de la logique mathématique et la théorie de la rétroaction pour programmer des mécanismes de contrôle  d'un centre d'appels afin d'utiliser les données relatives aux appels entrants pour imposer un ordre à l'ensemble du système. Elle utilise des méthodes électroniques pour surveiller la fréquence des appels entrants à différents moments. Sa méthode privilégie les processus liés à l'entrée et à la sortie des processus de basculement moins importants, tels que la tenue des registres et la facturation,. En conséquence, l'ordinateur ajuste automatiquement le taux d'acceptation du centre d'appels, réduisant ainsi considérablement le problème de surcharge. Le système est devient connu sous le nom de contrôle de programme enregistré. 
Hoover pense à cette invention alors qu'elle est en convalescence à l'hôpital après avoir donné naissance à sa deuxième fille,. Les avocats des Laboratoires Bell chargés du brevet se rendent chez elle pendant son congé maternité afin de lui permettre de signer les papiers. Le résultat de cette invention est un service éprouvé de réception des appels entrants durant les heures d'affluence. 
« To my mind it was kind of common sense... I designed the executive program for handling situations when there are too many calls, to keep it operating efficiently without hanging up on itself. Basically it was designed to keep the machine from throwing up its hands and going berserk »
— Erna Schneider Hoover, 2008
Pour son invention, appelée « moniteur de contrôle de réaction pour système de traitement de données de programme enregistré », Hoover obtint le brevet no 3623007 en novembre 1971. Il s'agit d'un des premiers brevets logiciels jamais délivré. Le brevet est demandé en 1967 et délivré en 1971,. À la suite de son invention, elle devient la première femme à superviser un service technique chez les Laboratoires Bell. Elle dirige le département de soutien aux opérations en 1987. Les principes de son invention sont encore utilisés dans les équipements de télécommunication au XXIe siècle.
Hoover travaille sur diverses applications de haut niveau telles que les programmes de contrôle radar de recherche du système de missiles antimissile balistique Safeguard, qui sont des systèmes permettant d'intercepter les ogives de missiles balistiques intercontinentales entrantes. Son département se concentre notamment sur des méthodes d'intelligence artificielle, des bases de données volumineuses et des logiciels transactionnels pour prendre en charge de grands réseaux téléphoniques. En outre, elle siège au conseil d'administration d'organisation d'enseignement supérieur dans le New Jersey. En tant que membre du conseil d'administration du College of New Jersey, elle est décrite comme une visionnaire qui contribue à augmenter le nombre de femmes enseignantes et à recruter les « meilleurs diplômés du secondaire » de l'État et ainsi à contribuer à la construction d'un établissement d’enseignement supérieur respecté en faisant beaucoup de lobbying pour obtenir un financement de l’État.

## Récompenses
Hoover obtient l'un des premiers brevets de logiciels. Elle est élue membre du National Inventors Hall of Fame en 2008. Elle reçoit également le prix d'excellence des diplômés du Wellesley College.